# Amy Kwok
Amy Kwok Oi Ming (cinese tradizionale: 郭藹明; cinese semplificato: 郭蔼明; Hong Kong, 26 settembre 1967) è un'attrice e modella cinese.

## Biografia
È stata vincitrice del concorso di bellezza Miss Hong Kong nel 1991, dopo il quale è stata lanciata come attrice nel mondo dello spettacolo.

### Vita privata
È sposata con l'attore Sean Lau, vincitore di diversi premi agli Hong Kong Film Awards ed ai Golden Bauhinia Awards.

## Filmografia
- To Love with No Regrets (2004)
- The Trust of a Life Time (2002)
- Justice Sung II (1999)
- Secret of the Heart (1998)
- Justice Sung (1997)
- ICAC Investigators (1996)
- Ambition (1996)
- Detective Investigation Files II (1995)
- A Good Match from Heaven (1995)
- Instinct (1994)
- Conscience (1994)
- The Art of Being Together (1993)
- Heroes from Shaolin (1993)
- The Link (1993)
- The Greed of Man (1992)